# جیمز مرسر (نوازنده)
جیمز مرسر (انگلیسی: James Mercer؛ زادهٔ ۲۶ دسامبر ۱۹۷۰) یک موسیقی‌دان اهل ایالات متحده آمریکا است. وی از سال ۱۹۹۷ میلادی تاکنون مشغول فعالیت بوده‌است.
او عضو گروه د شاینز است.